# Chorchorino
Chorchorino (ros. Хорхорино) – wieś w Rosji, w rejonie wielikoustidzkim obwodu wołogodzkiego. W 2010 r. liczyła 80 mieszkańców.